# Ігналінська АЕС
Ігналінська атомна електростанція (лит. Ignalinos atominė elektrinė) — зупинена АЕС на північному сході Литви, що діяла 26 років: з 31 грудня 1983 року по 31 грудня 2009 року. За час експлуатації обидва енергоблоки виробили 307,9 млрд кВт·год електроенергії (з них перший блок — 137,7, другий блок — 170.2). Станція розташована на південному березі озера Друкшяй (лит. Drukšiai) у Висагінському самоврядуванні, біля міста Висагінас, територія електростанції раніше належала до Ігналінського району, звідси й походить її назва.

## Історія
Спочатку станцію планувалось будувати на білоруському березі озера Дрісвяти. Проте через невідповідність ґрунтів майданчик під будівництво було обрано на литовському березі в Ігналінському районі, за декілька кілометрів від межі з БРСР. Підготовчі роботи до будівництва Ігналінської АЕС почалися у 1974 році, а вже у 1975 було закладено перший камінь на місці майбутнього міста-супутника Снечкус (після відновлення незалежності місто було перейменовано на Висагінас).
Повномасштабні роботи по зведенню першого блоку АЕС були розпочаті в березні 1978 року, другого блоку — на початку 1980 року. На Ігналінській АЕС всього планувалося побудувати чотири енергоблоки з типом реакторів РБМК-1500 (на той момент найпотужнішим у світі енергетичним реактором). У 1983 почалося будівництво третього блоку АЕС, а 31 грудня того ж року був введено в дію перший енергоблок АЕС.
У 1986 році планувалося запустити другий блок, але через аварію на Чорнобильській АЕС всі роботи, пов'язані з пуском і налагодженням блоку, були перенесені на 1987 рік. Другий блок був запущений 31 серпня 1987 року.
Наприкінці 1987 року через протести екологічних організацій і у зв'язку з економічною кризою в СРСР було ухвалено рішення про припинення будівництва третього енергоблоку Ігналінської АЕС і його консервацію. У 1989 році роботи з будівництва третього енергоблоку були повністю зупинені, на той момент енергоблок був готовий на 60-70 %. У 2000-ні роки будівлю недобудованого енергоблоку було демонтовано і розпродано по частинах.
У 1991 році Литва перейняла під свою юрисдикцію Ігналінську АЕС і стала 31 державою світу, що використовує ядерну енергію для виробництва електроенергії.
У рекордний для ядерної енергетики Литви 1993 рік на ІАЕС вироблено 12,26 млрд кВт•г електроенергії, що склало 88,1 % всієї виробленої електроенергії. Цей показник включений в Книгу рекордів Гіннесса 
19 лютого 2001 року Уряд Литовської Республіки, на вимогу ЄС, затвердив програму зупинки і подальшого виведення з експлуатації першого блоку Ігналінської АЕС.
Наприкінці грудня 2004 року перший блок було зупинено.
Другий енергоблок зупинили до кінця 2009 року.
У 2010 році почався демонтаж обладнання та систем станції.
Станом на кінець 2012 року з одного реактора ще не було вивантажено ядерне паливо

## Технічний опис
На Ігналінській АЕС встановлені водографітові атомні реактори РБМК-1500 канального типу на теплових нейтронах. Теплова потужність одного блоку Ігналінської АЕС — 4800 МВт, електрична потужність — 1500 МВт. Після Чорнобильської аварії теплова потужність реактора була обмежена до 4200 МВт. Перший енергоблок функціонував в період 1984—2004 роки (термін експлуатації до 2028 року) з 1 січня 2005 року було розпочато його виведення з експлуатації. Другий енергоблок функціонував 1987—2009 рік, 31 грудня 2009 року реактор було зупинено (технічно можливий термін експлуатації реактора — до 2032 року).
Ігналінська АЕС, як і всі станції з реакторами типу РБМК, має одноконтурну теплову схему: насичена водяна пара з тиском 6,5 МПа, що подається на турбіни, утворюється безпосередньо в реакторі при кипінні легкої води що проходить через нього і циркулює по замкнутому контуру.
Перша черга станції включає в себе два енергетичних блоки. На блоці з одним реактором встановлюються дві турбіни потужністю по 750 МВт кожна. На кожному енергоблоці передбачені приміщення систем транспортування ядерного пального та пультів керування. Спільними для енергоблоків є машинний зал, приміщення газоочищення та системи підготовки води. За часів експлуатації двох реакторів Ігналінська АЕС виробляла приблизно 70 % електроенергії, споживаної в Литві

### Енергоблоки
| Енергоблок | Тип реакторів | Потужність | Потужність | Початок будівництва       | Підключення до мережі           | Введення в експлуатацію         | Закриття                        |
| Енергоблок | Тип реакторів | Чистий     | Брутто     | Початок будівництва       | Підключення до мережі           | Введення в експлуатацію         | Закриття                        |
| ---------- | ------------- | ---------- | ---------- | ------------------------- | ------------------------------- | ------------------------------- | ------------------------------- |
| Ігналіна-1 | РБМК-1500     | 1185 МВт   | 1300 МВт   | 01.05.1977                | 31.12.1983                      | 01.05.1984                      | 31.12.2004                      |
| Ігналіна-2 | РБМК-1500     | 1185 МВт   | 1300 МВт   | 01.01.1978                | 20.08.1987                      | 20.08.1987                      | 31.12.2009                      |
| Ігналіна-3 | РБМК-1500     | 1380 МВт   | 1500 МВт   | 01.06.1985                | Будівництво зупинено 30.08.1988 | Будівництво зупинено 30.08.1988 | Будівництво зупинено 30.08.1988 |
| Ігналіна-4 | РБМК-1500     | 1380 МВт   | 1500 МВт   | Будівництво не починалося | Будівництво не починалося       | Будівництво не починалося       | Будівництво не починалося       |

## Виведення з експлуатації
Відключення другого реактора ІАЕС почалося у 20:00 за місцевим часом 31 грудня 2009 року, реактор було зупинено у 23:00. Таким чином, Литва повністю виконала свої зобов'язання перед Європейським союзом, згідно з прийнятими Литвою умовам входження в ЄС.
У міру наближення цього терміну в Литві наростав рух за продовження терміну експлуатації. Останній референдум з продовження роботи АЕС був провалений через низьку явку виборців (менше 51 %).
Програма виведення з експлуатації першого і другого блоку Ігналінської атомної електростанції фінансується коштами допомоги ЄС виведення з експлуатації Ігналінської АЕС, коштами Міжнародного фонду підтримки виведення з експлуатації ІАЕС, Фондом виведення з експлуатації Державного підприємства ІАЕС, спеціальними цільовими дотаціями, які виділяються самоврядуванню регіону Ігналінської АЕС з державного бюджету Литовської Республіки, підтвердженими загальними асигнуваннями відповідних міністерств, іншими державними інституціями, відповідальними за здійснення даної програми, та іншими джерелами
На закриття Ігналінської атомної електростанції в 2014—2020 р виділена підтримка ЄС у розмірі 450,8 млн євро (1,556 млрд літів)
У січні 2014 року на державному підприємстві Ігналінська АЕС працювало понад 2100 чоловік

## Ресурси Інтернету
- Офіційний сайт ДП ІАЕС